# 小口基實
小口 基實（おぐち もとみ、1947年12月25日 - ）は、長野県岡谷市出身の作庭家。

## 来歴・人物
東京農業大学卒業後、日本庭園を学ぶとともに、東京・京都にて作庭家としての修行を積む。1973年帰郷、有限会社「小口庭園」を立ち上げ、1974年頃から日本庭園を中心とした作庭活動に入る。1976年から1993年にかけて、長野の庭園に関する調査結果を『信州の庭園』10巻にまとめて自費出版した。この功績により、第2回日本庭園協会賞を受賞した。

## 代表作
- 諏訪湖畔公園[1]（セイコーエプソン寄贈・監修黒川紀章）
- コリア庭園[1]（横浜　三ツ池公園内）
- ホテル浜の湯[1]（諏訪市）
- 明池庭園区内日本庭園[1]（台湾）
- 原田泰治氏庭園
- レストラン柿次郎庭園（三重県桑名市）
- すぎもと旅館（松本市）
- シェーンブルン宮殿（ウイーン、日本庭園を作庭[2]）
- 一万坪の枯山水（台湾）

## 著書
- 『武学流庭園』昭和47年　戸田芳樹共著
- 『出雲流庭園』昭和50年　戸田芳樹共著
- 『琉球薩摩の庭園』昭和53年
- 『信州の庭園」全10巻（自費出版）
- 『信州の庭園めぐり』信濃毎日新聞社
- 『小庭園と坪庭の造り方』農業図書
- 『楽しい庭造り大百科』全5刊　ぎょうせい　共著
- 『庭と文化とその心』
- 『韓国の庭苑』平成11年4月